# Giovanni Lombardi
Pour les articles homonymes, voir Lombardi.
Giovanni Lombardi (né le 20 juin 1969 à Pavie, en Lombardie) est un coureur cycliste italien, professionnel de 1992 à 2006.

## Biographie

### Carrière de coureur
Ses qualités de sprinteur acquises sur la piste lui permettent de remporter la plupart de ses victoires. Il passe professionnel en 1993 après être devenu champion olympique de la course aux points lors des Jeux olympiques d'été de 1992 à Barcelone.
En 2005, il participe et termine les trois grands tours. Seuls 24 coureurs ont réussi cet exploit avant lui.

### L'après carrière
Après sa carrière, il est commissaire technique de l'équipe cycliste argentine. Il devient agent de coureurs cyclistes, notamment d'Ivan Basso et du champion du monde slovaque Peter Sagan. Il est à plusieurs reprises à l'origine de transferts de jeunes coureurs dans l'équipe Team Saxo Bank, dont Jarosław Marycz, Rafał Majka et Ran Margaliot dont il est le manager.

## Palmarès sur route

### Palmarès amateur
- 1989
  - Berliner Etappenfahrt
  - 2e du Trofeo Papà Cervi
- 1990
  - Circuito Mezzanese
  - Milan-Busseto
  - Trophée Antonietto Rancilio
  - 2e de Milan-Tortone
  - 2e du Berliner Etappenfahrt
- 1991
  - Tour des Trois Provinces
  - Coppa Città di Melzo
  - Milan-Busseto
  - Trophée Antonietto Rancilio
  - Trofeo Papà Cervi
  - 12e étape du Tour d'Italie amateurs
  - 2e du Trofeo Zssdi
- 1992
  - Trofeo Papà Cervi

### Palmarès professionnel
| - 1993 - 1re étape du Grand Prix du Midi libre - 10e étape de la Semaine cycliste bergamasque - 1re et 4eb étapes de la Hofbrau Cup - 1994 - 2e et 10e étapes du Tour de Suisse - 1re et 4e étapes de la Semaine cycliste bergamasque - 1re et 3e étapes du Tour de Murcie - 1995 - 22e étape du Tour d'Italie - 7e étape du Tour de Suisse - 2e du Trophée Luis Puig - 1996 - 3e étape du Tour d'Italie - 3e étape du Tour des Pays-Bas - 2e étape du Tour de la province de Reggio de Calabre - 4e étape du Tour des Pouilles - 2e de Gand-Wevelgem - 3e de Paris-Tours - 3e de la Coppa Bernocchi - 1997 - 4e étape de Tirreno-Adriatico - 2e et 5e étapes du Tour du Danemark - 6e étape du Tour des Pays-Bas - 1re étape de la Bicyclette basque - 3e de la Coppa Agostoni - 1998 - 6e étape de Tirreno-Adriatico - 7e étape du Tour d'Espagne | - 1999 - 3e étape du Tour d'Autriche - 4ea étape de la Bicyclette basque - Grand Prix de la ville de Rio Saliceto et Coreggio - 4e étape du Regio-Tour - 2e de la Coppa Bernocchi - 3e du Trophée Luis Puig - 2000 - 5e et 6e étapes du Tour de Catalogne - 1re et 7e étapes du Tour d'Autriche - 5e étape du Tour d'Aragon - 3e étape du Tour de Burgos - 1re étape de la Bicyclette basque - 3e de la Coppa Bernocchi - 2002 - 13e étape du Tour d'Espagne - 1re et 3e étapes du Tour de Romandie - 6e étape du Tour d'Italie - 3e étape du Tour méditerranéen - 5e étape du Tour d'Aragon - 2003 - 20e étape du Tour d'Italie - 8e de la HEW Cyclassics - 2006 - 1reb étape de la Semaine internationale Coppi et Bartali (contre-la-montre par équipes) |

### Résultats sur les grands tours

#### Tour de France
4 participations
- 1995 : 103e
- 1997 : 118e
- 2005 : 118e
- 2006 : abandon (11e étape)

#### Tour d'Italie
9 participations
- 1994 : 91e
- 1995 : 114e, vainqueur de la 22e étape
- 1996 : 92e, vainqueur de la 3e étape
- 2001 : 89e
- 2002 : 97e, vainqueur de la 6e étape
- 2003 : 70e, vainqueur de la 20e étape
- 2004 : 119e
- 2005 : 88e
- 2006 : 117e

#### Tour d'Espagne
8 participations
- 1993 : abandon (10e étape)
- 1996 : abandon (12e étape)
- 1998 : abandon (11e étape), vainqueur de la 7e étape
- 1999 : 85e
- 2000 : 84e
- 2002 : abandon (14e étape), vainqueur de la 13e étape
- 2003 : 79e
- 2005 : 114e

## Palmarès sur piste

### Jeux olympiques
- Séoul 1988
  - 11e de la course aux points
- Barcelone 1992
  -  Champion olympique de la course aux points
  - 4e de la poursuite par équipes

### Championnats du monde amateurs
- Lyon 1989
  -  Médaillé de bronze de la poursuite par équipes

### Championnats du monde juniors
- 1987
  -  Médaillé d'argent de la poursuite par équipes juniors

### Six jours
- Six Jours de Bordeaux : 1993 (avec Adriano Baffi)
- Six Jours de Dortmund : 1994 (avec Adriano Baffi)
- Six Jours de Grenoble : 1996 (avec Adriano Baffi)
- Six Jours de Munich : 1996 (avec Adriano Baffi)
- Six Jours de Fiorenzuola d'Arda : 1998 (avec Bruno Risi), 2003 (avec Juan Curuchet), 2004 (avec Samuele Marzoli)
- Six Jours d'Aguascalientes : 2002 (avec Juan José de la Rosa)
- Six Jours de Mexico : 2002 (avec Juan José de la Rosa)

### Championnats d'Italie
- 1989
  -  Champion d'Italie de poursuite par équipes amateurs (avec Ivan Beltrami (it), Claudio Camin et Marco Villa)
  -  Champion d'Italie de course aux points amateurs